# آربوغلو السفلي
قرية آربوغلو السفلي (بالكردية: ئارەبۆغڵووی خواروو) هي إحدى القرى التابعة لـسرا في ريف قسم مركزي من مقاطعة سقز، في محافظة كردستان الإيرانية.

## السكان
حسب إحصاءات سنة 2006، بلغ إجمالي السكان في آربوغلو السفلي 262 نسمة وعدد المساكن 56 مسكن. لغة سكان آربوغلو السفلي هي اللغة الكردية وهم من أهل السنة والجماعة والمذهب الشافعي.